# کلارنس آدیسون دیکسترا
کلارنس آدیسون دیکسترا (انگلیسی: Clarence Addison Dykstra; ۲۵ فوریهٔ ۱۸۸۳ – ۶ مهٔ ۱۹۵۰) سیاست‌مدار بود.